# Lambana diagramma
Lambana diagramma är en fjärilsart som beskrevs av George Francis Hampson 1911. Lambana diagramma ingår i släktet Lambana och familjen nattflyn. Inga underarter finns listade i Catalogue of Life.